# Juris Kalniņš
Juris Kalniņš ( 8 de marzo de 1938 - 2010) fue un jugador soviético de baloncesto. Consiguió 3 medallas en competiciones internacionales con la Unión Soviética. 

## Palmarés
- Copa de Europa: 3

ASK Riga: 1958, 1958-59, 1959-60.